# Nirgua
Nirgua – miasto na północy Wenezueli w stanie Yaracuy, położone w odległości ok. 100 km od Morza Karaibskiego. Zostało założone w 25 stycznia 1628 roku.

## Demografia
Miasto według spisu powszechnego 21 października 2001 roku liczyło 29 760, 30 października 2011 ludność Nirgua wynosiła 35 407 .

## Dzielnice
- El Calvario
- Los Pinos
- El Matadero